# シルヴァン・ヴィドマー
シルヴァン・ドミニク・ヴィドマー（Silvan Dominic Widmer、1993年3月5日 - ）は、スイス・アーラウ出身のサッカー選手。ブンデスリーガ・マインツ05所属。スイス代表。ポジションはDF。

## 経歴

### クラブ
SVウレンロスのユースに入り、頭角を現すと地元クラブチームのFCアーラウのユースに移籍。2010-11シーズンにトップチーム入りし、2011年7月23日のFCヴィンタートゥールとの親善試合で初出場する。
2012年夏の移籍市場でセリエAのウディネーゼ・カルチョに移籍した。
2018年7月12日、FCバーゼルと4年契約を結んだことが発表された。
2021年7月9日、1.FSVマインツ05と3年契約を締結したことが発表された。

### 代表
U-19とU-21代表でプレーし、2014年10月14日のUEFA EURO 2016予選・サンマリノ戦でスイス代表デビューを果たした。

## 代表歴

### 出場大会
- スイス代表
  - 2022 FIFAワールドカップ
  - UEFA EURO 2024

### 試合数
- 国際Aマッチ 39試合 3得点（2014年-）[2]

| スイス代表 | 国際Aマッチ | 国際Aマッチ |
| 年         | 出場        | 得点        |
| ---------- | ----------- | ----------- |
| 2014       | 1           | 0           |
| 2015       | 4           | 0           |
| 2016       | 3           | 0           |
| 2017       | 1           | 0           |
| 2018       | 0           | 0           |
| 2019       | 0           | 0           |
| 2020       | 4           | 1           |
| 2021       | 14          | 1           |
| 2022       | 10          | 0           |
| 2023       | 2           | 1           |
| 2024       |             |             |
| 通算       | 39          | 3           |